# Museu Tribal

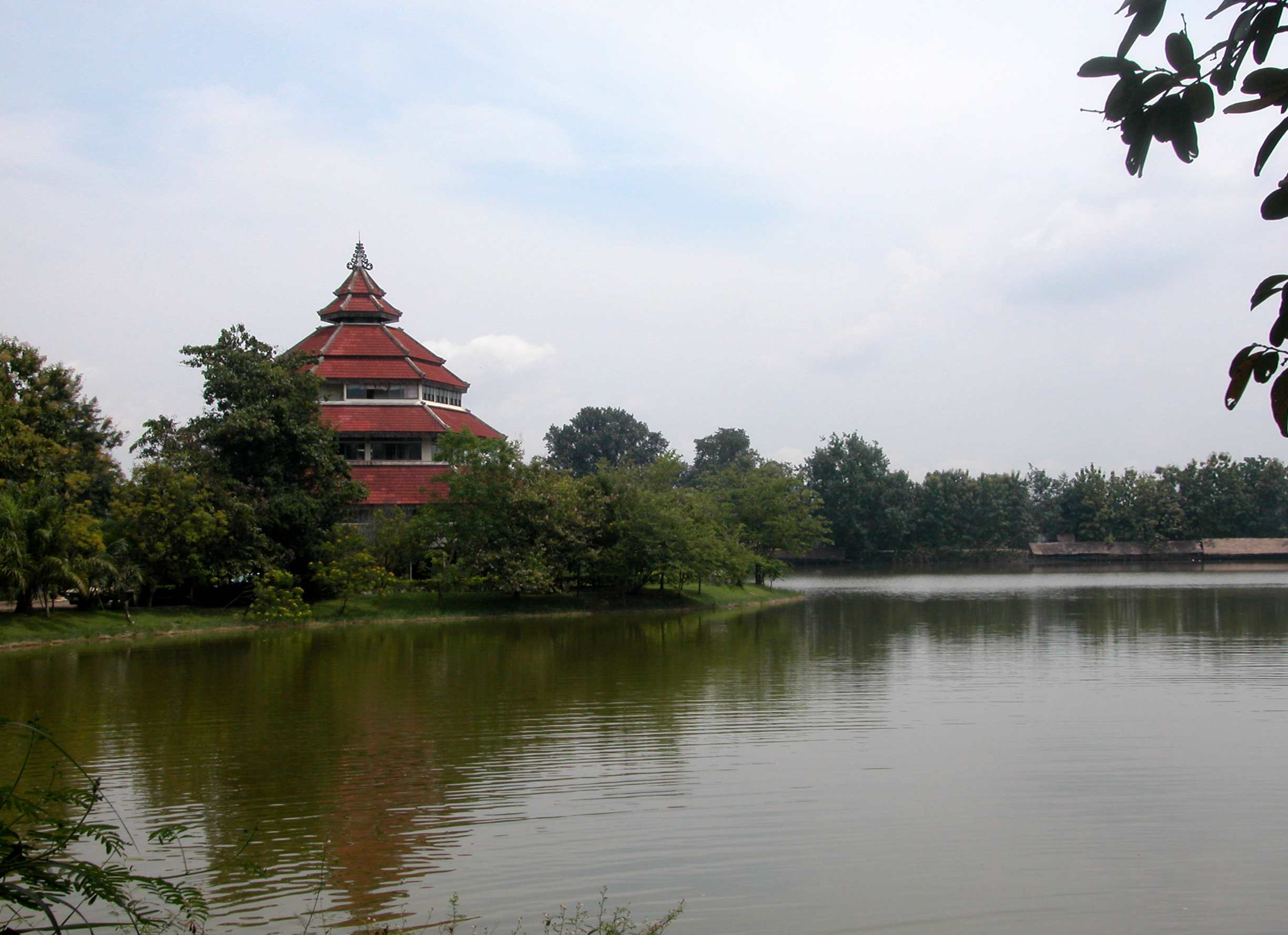
Museu Tribal de Chiang Mai

O Museu Tribal é um museu etnográfico no distrito Mueang Chiang Mai da província de Chiang Mai, norte da Tailândia, mostrando a vida das tribos minoritárias da Tailândia.

## Exposições
O Museu Tribal destaca a história e a cultura das tribos montanhosas do norte da Tailândia, incluindo os povos Akha, Karen, Khamu, Lahu, Lua, Lisu, Hmong, Mien e Thin. O museu tem três componentes:
- Exposições internas de roupas tribais, joias e outros artefatos
- Uma apresentação em vídeo da vida tribal no norte da Tailândia
- Um grande jardim com exibições de cabanas tribais, reconstruído em uma atraente orla.[3]

Além disso, o Museu Tribal hospeda um mercado tribal mensal, vendendo roupas artesanais, artigos de artesanato e comida, de uma tribo de montanha diferente a cada mês.

## Opiniões
Rough observa que o Museu Tribal "desfruta de uma localização soberba atrás do Parque Ratchamangkla, com paisagismo artístico. Com vista para um lago arborizado, o cenário muito bonito e tranquilo faz uma visita valer a pena, assim como a oportunidade de aprender algo sobre as várias tribos das colinas. antes de sair em uma jornada ". A "carta de parede útil" explica a vida em uma aldeia ao longo do ano ", dando uma imagem mês a mês das atividades agrícolas, cerimônias e festivais das tribos destaque", enquanto as fotografias e modelos de casas de aldeia dão "uma boa ideia dos diferentes estilos de arquitetura, e uma exibição de instrumentos de tribo de colina acompanhada por música gravada ".
O The New York Times cita Frommer no Museu Tribal: "Anteriormente parte do Instituto de Pesquisa Tribal da Universidade de Chiang Mai, esta pequena exposição mostra as culturas e a vida cotidiana das tribos das montanhas do norte da Tailândia. É recomendado como um bom curso introdutório para aqueles que planejam visitar muitas aldeias do norte ".